# Rainer Schmidt (Psychoanalytiker)

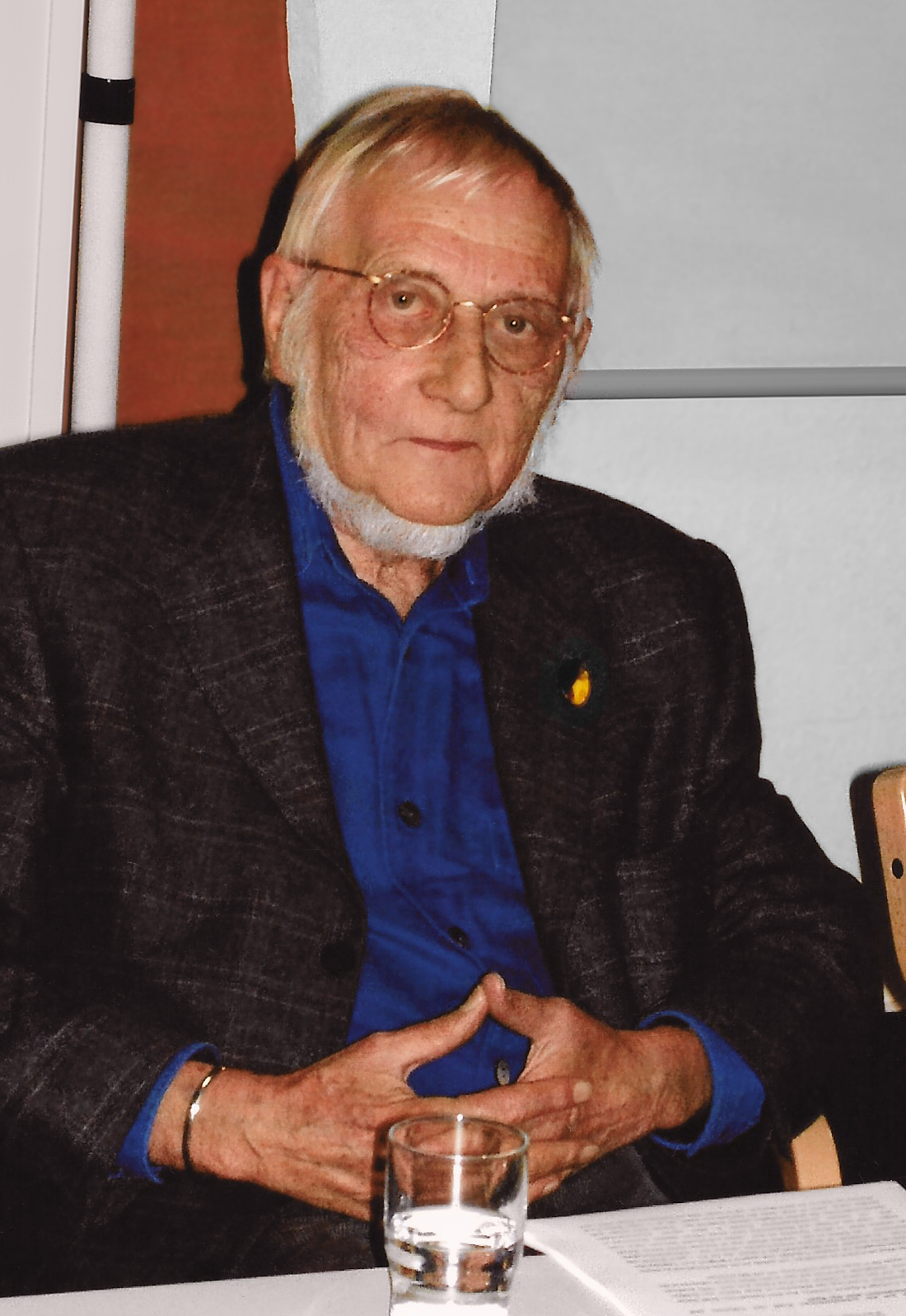
Rainer Schmidt (2007)

Rainer Schmidt (* 7. April 1930 in Rastenburg, Ostpreußen, heute Kętrzyn in Polen; † 16. Juni 2020 in Aachen) war ein deutscher Facharzt für Innere Medizin und Psychosomatische Medizin sowie Psychotherapeut, Psychoanalytiker und Individualpsychologe in der Tradition Alfred Adlers und außerdem als Schriftsteller tätig. Schmidt wirkte nach dem Zweiten Weltkrieg maßgeblich am Wiederaufbau der Individualpsychologie in der Bundesrepublik Deutschland mit, u. a. als langjähriger Vorsitzender der Deutschen Gesellschaft für Individualpsychologie (DGIP). Darüber hinaus hat er sich national und international dafür eingesetzt, der Abspaltung der Individualpsychologie von der Psychoanalyse entgegenzuwirken.

## Beruflicher Werdegang
Nach seinem Abitur begann Schmidt 1950 in Münster ein geisteswissenschaftliches sowie medizinisches Studium. 1958 beendete er sein Medizinstudium mit dem Staatsexamen und der Promotion und erhielt seine Approbation als Arzt. Anschließend war er im Diakonissenkrankenhaus in Witten an der Ruhr tätig, in dem er zugleich seine Weiterbildung zum Facharzt für Innere Medizin machte, die er 1964 abschloss. 1965 folgte die Weiterbildung zum Psychoanalytiker und Individualpsychologen, u. a. bei Kurt Seelmann, bei dem er einen bedeutsamen Teil seiner Lehranalyse absolvierte. 1970 erhielt er den Zusatztitel „Psychoanalytiker“ und ließ sich als ärztlicher Psychotherapeut in eigener Praxis in Aachen nieder. Von da an setzte er sich für die Individualpsychologie ein, u. a. in seiner Funktion als Lehranalytiker, Supervisor, Dozent und langjähriger ärztlich-wissenschaftlicher Leiter des Alfred-Adler-Instituts Aachen-Köln, das er mitbegründet hat. Von 1974 bis 1987 war er Vorsitzender der Deutschen Gesellschaft für Individualpsychologie. Neben seiner ärztlich-psychotherapeutischen und wissenschaftlichen Ausrichtung betätigte sich Schmidt zudem auch immer wieder im literarischen Bereich, u. a. als Theaterkritiker im Aachener Literaturbüro und als Schriftsteller. Darüber hinaus engagierte er sich als Vorstandsmitglied der Arno-Holz-Gesellschaft in Kętrzyn (ehemals Rastenburg) für die Verständigung und den kulturellen Austausch zwischen Polen und Deutschland.

## Wirkung
1911 kam es zum Bruch zwischen Adler und Freud, was eine jahrzehntelange Abspaltung der Individualpsychologie von der Psychoanalyse zur Folge hatte. Angelehnt an Erwin Ringel vertrat Schmidt die These, dass die Individualpsychologie eine Tiefenpsychologie sei, und setzte sich vor allem in den 1980er Jahren auf nationalen und internationalen Kongressen sowie in Publikationen dafür ein, dass sich die Individualpsychologen wieder auf ihre z. T. verleugnete Herkunft aus der Tiefenpsychologie besännen. In diesem Zusammenhang stellte er vor allem heraus, dass ohne den von Freud geprägten Begriff des Unbewussten viele Phänomene wie z. B. die Kulturkatastrophe des Nationalsozialismus unverständlich blieben. Sein Engagement trug maßgeblich dazu bei, die Kluft zwischen der Individualpsychologie und der freudschen Psychoanalyse zu überbrücken. Dabei beschränkte sich Schmidt nicht nur auf den klinisch-psychotherapeutischen Bereich, sondern widmete sich in wissenschaftlicher und literarischer Weise auch gesellschaftlichen Themen. Als Lehrer und Humanist war Schmidt richtungsweisend für Generationen von Individualpsychologen, die als Berater und Psychoanalytiker für Kinder, Jugendliche und Erwachsene tätig sind.

## Auszeichnungen
- Ehrenvorsitzender des Alfred-Adler-Instituts Aachen-Köln e. V.
- Ehrenmitglied der Deutschen Gesellschaft für Individualpsychologie (DGIP)
- Honorary President of the International Association of Individual Psychology (IAIP)

## Werke (Auswahl)

### Wissenschaftliche Werke
- Träume und Tagträume. Eine individualpsychologische Analyse. Kohlhammer, Stuttgart 1980.
- Die Individualpsychologie Alfred Adlers. Ein Lehrbuch. Kohlhammer, Stuttgart 1982.
- Psychologie und Politik. In: F. J. Mohr (Hrsg.): Beiträge zur Individualpsychologie. Band 4, Reinhardt, München 1983, S. 54–70.
- Neuere Entwicklungen der Individualpsychologie im deutschsprachigen Raum. In: Zeitschrift für Individualpsychologie. 10(4) 1985, S. 226–236.
- Die Kosten der Einfühlung. Zur psychischen Belastung des Psychotherapeuten in der Psychotherapie. In: Zeitschrift für Individualpsychologie. 11(4) 1986, S. 231–240.
- Alfred Adlers Psychologie der Ganzheit. Ein Beitrag zur Entwicklung der Psychoanalyse. In: Forum der Psychoanalyse. 3, 1987, S. 156–164.
- Organdialektik. Ein aktuelles Modell der Psychosomatik. In: T. Ahrens, U. Lehmkuhl (Hrsg.): Beiträge zur Individualpsychologie. Band 12: Psychosomatische Störungen im Erwachsenen- und Kindesalter. Reinhardt, München 1990, S. 67–77.
- Kausalität, Finalität und Freiheit. Perspektiven der Individualpsychologie. Reinhardt, München 1995.
- Selbstzerstörung – Fremdzerstörung. Die innerpsychische Struktur. Am Beispiel Heinrich Himmlers. In: U. Lehmkuhl (Hrsg.): Beiträge zur Individualpsychologie. Band 21: Gewalt in der Gesellschaft. Reinhardt, München 1995, S. 55–68.
- Das Konzept von Heilen und Bilden. Individualpsychologie im Kanon der heutigen Tiefenpsychologie. In: U. Lehmkuhl (Hrsg.): Beiträge zur Individualpsychologie. Band 22: Heilen und Bilden. Behandeln und Beraten. Individualpsychologische Leitlinien heute. Reinhardt, München 1996, S. 9–22.
- Die Individualpsychologie in der Gegenwart. Eine Bestandsaufnahme. In: U. Lehmkuhl (Hrsg.): Beiträge zur Individualpsychologie. Band 28: Strukturbildung und Lebensstil. Reinhardt, München 2002, S. 26–41.
- Macht, Schuld, Schuldfähigkeit und Freiheit. V&R Unipress, Göttingen 2008.

### Literarische Werke
- Heldertrop oder Geschichten vom Seelensterben. Alano, Aachen 1995.
- Rückkehr mit Marek. Eine masurische Kindheit. Helios, Aachen 2004.
- Mutmaßungen über Engel. Erzählung. Helios, Aachen 2011.